# Göran Skårman

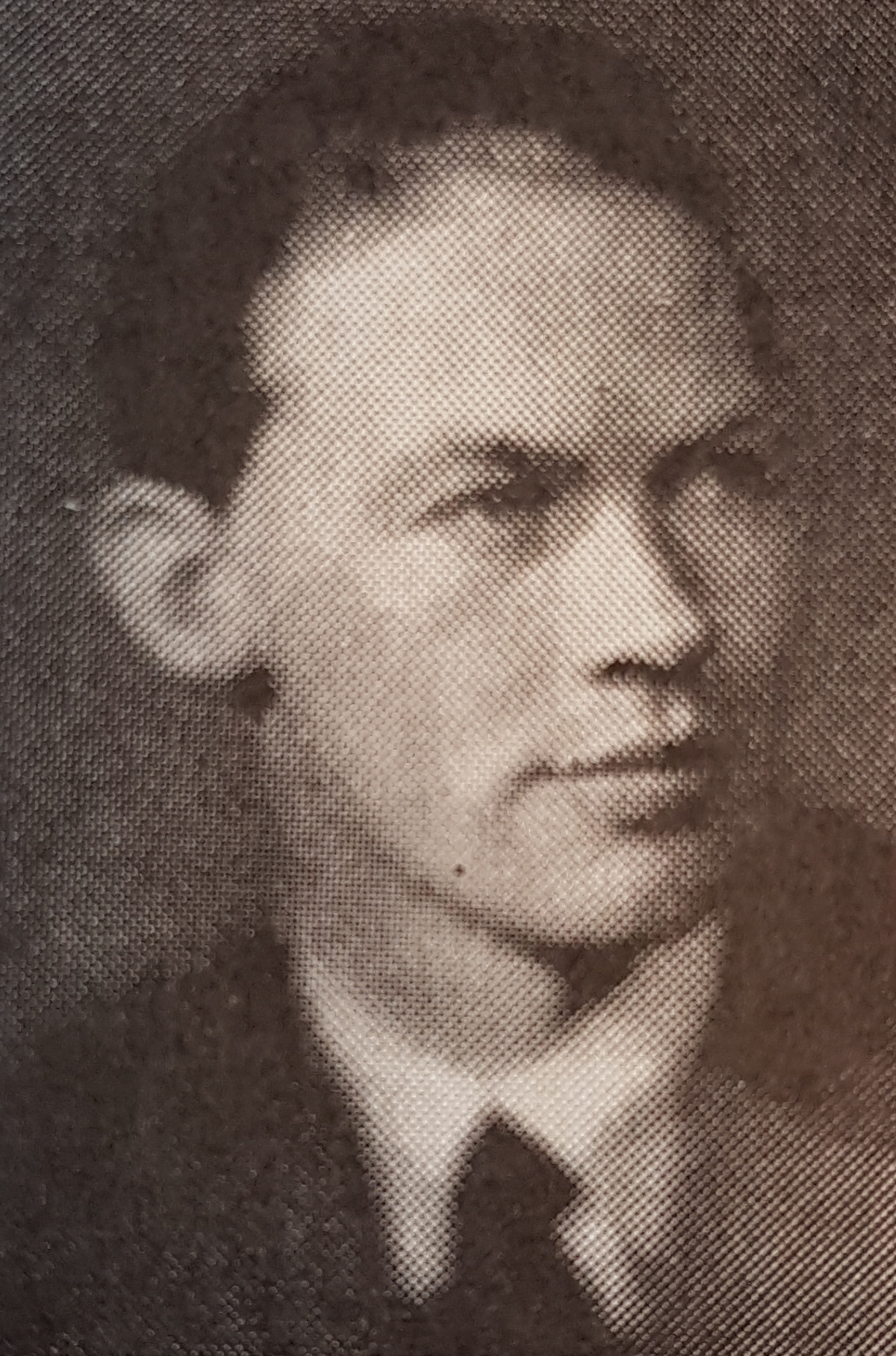
Avfotograferad porträttbild av Skårman

Anders Olof Göran Skårman, född 2 juni 1906 i Ulricehamn, död 19 februari 1989 i Hjo, var en svensk teckningslärare, målare, grafiker, skulptör och konstskribent.
Han var son till köpmannen AW Skårman och Ellen Sophia Jonson och från 1933 gift med läraren Ulla Pehrsson. Skårman studerade vid Tekniska skolan i Stockholm 1924–1928 och vid Kungliga konsthögskolan 1928–1931. Han tilldelades kanslermedaljen och fick Svenska slöjdföreningens stipendium 1930. Vid sidan av sina studier arbetade han som dekoratör vid Vasateatern i Stockholm 1930. Han anställdes som teckningslärare i Karlskrona 1931 och blev kvar där tills han fick anställning som teckningslärare vid Linköpings högre allmänna läroverk 1945. Under sina sommarlov företog han studieresor till bland annat Frankrike, Spanien, Italien och Tyskland. Separat ställde han bland annat ut ett par gånger på Blekinge museum i Karlskrona och på ASJ konstförening i Linköping 1952. Han medverkade i Sveriges allmänna konstförenings salonger på Liljevalchs konsthall och sedan mitten av 1940-talet i flera av Östgöta konstförenings utställningar i Linköping och Norrköping. För Karlskrona läroverk utförde han en monumentalmålning 1935 och en liknande målning utförde han på Linköpings högre allmänna läroverk 1951. Han utförde även monumentalmålningar i Majeldens församlingshem och folkskolan i Braås. Hans konstnärliga verksamhet kännetecknas av ett experimenterande i en mängd olika tekniker med olja, gouache, akvarell, träsnitt, mosaik och blästrat glas. Hans konst består av landskap med båtar, stilleben, interiörer med figurer och arkitekturbilder samt några bronsskulpturer. Som tecknare medverkade han i Sydöstra Sveriges Dagblad 1936–1944 och i Östgöten från 1945 och komponerade ett flertal bokomslag. Skårman är representerad vid Blekinge museum i Karlskrona ( nej, det är Skärman som är representerad där) och Malmö museum.